# Liste von Dorfkirchen in Sachsen-Anhalt
In der Liste von Dorfkirchen in Sachsen-Anhalt werden Dorfkirchen des Landes aufgeführt. Zum Begriff Dorfkirche und zur Beschreibung der regionalen Besonderheiten siehe den Artikel Dorfkirche:

## Einzelbeschreibungen
Kursiv: Verweis auf Abschnitt im Ortsartikel
- Dorfkirche Abbenrode
- Dorfkirche Aderstedt
- Dorfkirche Ahlum
- Dorfkirche Albersroda
- Dorfkirche Alleringersleben
- Dorfkirche Altenklitsche
- Dorfkirche Altenroda
- Dorfkirche Altensalzwedel
- Dorfkirche Altmersleben
- Dorfkirche Ackendorf
- Dorfkirche Arensberg
- Dorfkirche Arnim
- Dorfkirche Axien
- Dorfkirche Baben
- Dorfkirche Badingen (Bismark)
- Dorfkirche Balgstädt
- Dorfkirche Barnebeck
- Dorfkirche Beelitz (Arneburg)
- Dorfkirche Beesewege
- Dorfkirche Belkau
- Dorfkirche Bellingen
- Dorfkirche Belsdorf
- Dorfkirche Benkendorf
- Dorfkirche Berge
- Dorfkirche Berge (Gardelegen)
- Dorfkirche Bergzow
- Dorfkirche Bertkow
- Dorfkirche Bethau
- Dorfkirche Beuster
- Dorfkirche Beyersdorf
- Dorfkirche Biesenthal
- Dorfkirche Binde
- Dorfkirche Bindfelde
- Dorfkirche Bleddin
- Dorfkirche Bombeck
- Dorfkirche Borstel (Stendal)
- Dorfkirche Böllberg
- Dorfkirche Breitenfeld (Gardelegen)
- Dorfkirche Branderoda
- Dorfkirche Bretsch
- Dorfkirche Brunau
- Dorfkirche Buchholz (Altmark)
- Dorfkirche Buko
- Dorfkirche Burgkemnitz
- Kirche Burgscheidungen
- Dorfkirche Burgwerben
- Dorfkirche Bühne (Kalbe)
- Dorfkirche Bülitz (Bismark)
- Dorfkirche Büste
- Dorfkirche Calberwisch
- Dorfkirche Dahlen (Altmark)
- Dorfkirche Dahrenstedt
- Dorfkirche Dalchau (Möckern)
- Dorfkirche Dalldorf
- Dorfkirche Dambeck (Salzwedel)
- Dorfkirche Dannefeld
- Dorfkirche Deesdorf
- Dorfkirche Dederstedt
- Dorfkirche Deetz (Zerbst)
- Dorfkirche Depekolk
- Dorfkirche Dessau
- Dorfkirche Dobberkau
- Dorfkirche Dobbrun
- Dorfkirche Döben (Barby)
- Dorfkirche Dolle
- Dorfkirche Döllnitz
- Dorfkirche Dorna
- Dorfkirche Drebenstedt
- Dorfkirche Düsedau
- Dorfkirche Eichstedt
- Dorfkirche Elbeu
- Dorfkirche Engersen
- Dorfkirche Erxleben
- Dorfkirche Estedt
- Dorfkirche Falkenberg (Wische)
- Dorfkirche Ferchland
- Dorfkirche Ferchlipp
- Dorfkirche Fischbeck
- Dorfkirche Flessau
- Dorfkirche Fleetmark
- Dorfkirche Förderstedt
- St. Martini (Frankleben)
- Dorfkirche Frose
- Dorfkirche Garlipp
- Dorfkirche Gladigau
- Dorfkirche Gehrendorf
- Dorfkirche Genzien
- Dorfkirche Gerbisbach
- Dorfkirche Gerwisch
- Dorfkirche Giesenslage
- Dorfkirche Gohre
- Dorfkirche Golzen
- Dorfkirche Gorsdorf
- Dorfkirche Grassau (Bismark)
- Dorfkirche Grävenitz
- Dorfkirche Groß Ballerstedt
- Dorfkirche Groß Chüden
- Dorfkirche Groß Rossau
- Dorfkirche Groß Schwarzlosen
- Dorfkirche Groß Schwechten
- Dorfkirche Groß Möringen
- Dorfkirche Großwulkow
- Dorfkirche Güsen
- Dorfkirche Güssefeld
- Dorfkirche Harbke
- Dorfkirche Harsleben
- Dorfkirche Hassel (Altmark)
- Dorfkirche Heeren
- Dorfkirche Henningen
- Dorfkirche Hohengöhren
- Dorfkirche Hohenseeden
- Dorfkirche Hohenwulsch
- Dorfkirche Horburg
- Dorfkirche Höwisch
- Dorfkirche Iden
- Dorfkirche Insel
- Dorfkirche Ivenrode
- Dorfkirche Jeeben
- Dorfkirche Jeetze
- Dorfkirche Jeggau
- Dorfkirche Jeggeleben
- Dorfkirche Jerchel (Tangerhütte)
- Dorfkirche Jütrichau
- Dorfkirche Kade
- Dorfkirche Kakerbeck
- Dorfkirche Kamern
- Dorfkirche Kaulitz
- Dorfkirche Kläden (Arendsee)
- Dorfkirche Kläden (Bismark)
- Dorfkirche Klein Schwechten
- Dorfkirche Kleinau
- Dorfkirche Klein Quenstedt
- Dorfkirche Kleinwulkow
- Dorfkirche Kleinwusterwitz
- Dorfkirche Klepps
- Dorfkirche Klietz
- Dorfkirche Klietznick
- Dorfkirche Klossa
- Dorfkirche Königsmark
- Dorfkirche Königstedt
- Dorfkirche Körbelitz
- Dorfkirche Kossebau
- Dorfkirche Kröllwitz
- Dorfkirche Krosigk
- Dorfkirche Krumke
- Dorfkirche Krumpa
- Dorfkirche Krusemark
- Jacobuskirche (Krüssau)
- Dorfkirche Kremitz
- Dorfkirche Krevese
- Dorfkirche Krottorf
- Dorfkirche Kuhfelde
- Dorfkirche St. Peter und Paul Labrun
- Dorfkirche Lagendorf
- Dorfkirche Langensalzwedel
- Dorfkirche Langenweddingen
- Dorfkirche Lebien
- Dorfkirche Leetza
- Dorfkirche Leppin (Arendsee)
- Dorfkirche Lichterfelde (Wische)
- Dorfkirche Liesten
- Dorfkirche Lindtorf
- Dorfkirche Löben
- Dorfkirche Lostau
- Dorfkirche Lübars (Möckern)
- Dorfkirche Lüderitz
- Dorfkirche Lüge
- Dorfkirche Lühe (Möckern)
- Dorfkirche Mahlsdorf
- Dorfkirche Mangelsdorf
- Dorfkirche Meisdorf
- Dorfkirche Melkow
- Dorfkirche Mellin
- Dorfkirche Meseberg (Osterburg)
- Dorfkirche Meßdorf
- Dorfkirche Mieste
- Dorfkirche Miltern
- Dorfkirche Mühlbeck
- Dorfkirche Möllenbeck (Bismark)
- Dorfkirche Möllendorf
- Kirche Muldenstein
- Dorfkirche Nahrstedt
- Dorfkirche Nedlitz
- Dorfkirche Nesenitz
- Dorfkirche Neuenklitsche
- Dorfkirche Neuermark
- Dorfkirche Nielebock
- Dorfkirche Nitzow
- Dorfkirche Oberrißdorf
- Dorfkirche Oberwünsch
- Dorfkirche Orpensdorf
- Dorfkirche Ossig
- Dorfkirche Osterwohle
- Dorfkirche Ottleben
- Dorfkirche Paplitz (Genthin)
- Dorfkirche Parchen
- Dorfkirche Polkau
- Dorfkirche Polkritz
- Dorfkirche Pouch
- Dorfkirche Predel
- Dorfkirche Pretzien
- Dorfkirche Profen
- Dorfkirche Püggen
- Dorfkirche Quarnebeck
- Dorfkirche Rackith
- Dorfkirche Rademin
- Dorfkirche Ragösen (Coswig)
- Dorfkirche Rahnsdorf (Zahna-Elster)
- Dorfkirche Recklingen
- Dorfkirche Redekin
- Dorfkirche Reesen
- Dorfkirche Reinharz
- Dorfkirche Rengerslage
- Dorfkirche Riestedt
- Dorfkirche Rindtorf
- Dorfkirche Ristedt
- Dorfkirche Ritze
- Dorfkirche Rochau
- Dorfkirche Rockenthin
- Dorfkirche Rönnebeck
- Dorfkirche Rohrberg
- Dorfkirche Rosian
- Dorfkirche Rotta
- Dorfkirche Roßdorf
- Dorfkirche Sachau (Bad Schmiedeberg)
- Dorfkirche Sanne (Arendsee)
- Dorfkirche Sanne (Hassel)
- Dorfkirche Sauo
- St. Sebastian (Schartau)
- Dorfkirche Schartau (Rochau)
- Dorfkirche Schernikau (Arendsee)
- Dorfkirche Schernikau (Bismark)
- Dorfkirche Schierau
- Dorfkirche Schinne
- Dorfkirche Schlagenthin
- Dorfkirche Schleuß
- Dorfkirche Schönebeck (Bismark)
- Dorfkirche Schönhausen
- Dorfkirche Schorstedt
- Dorfkirche Schützberg
- Dorfkirche Schwiesau
- St. Nikolai (Seeburg)
- Gutskapelle Seedorf
- Dorfkirche Seegrehna
- Dorfkirche Senst
- Dorfkirche Siepe
- Dorfkirche Späningen
- Dorfkirche Staffelde (Stendal)
- Dorfkirche Stapel
- Dorfkirche Stappenbeck
- Dorfkirche Steinfeld
- Dorfkirche Storbeck
- Dorfkirche Storkau
- Dorfkirche Sohlen
- Dorfkirche Solpke
- Dorfkirche Sylbitz
- Dorfkirche Tangeln
- Dorfkirche Thalheim (Bitterfeld-Wolfen)
- Dorfkirche Thielbeer
- Dorfkirche Tucheim
- Dorfkirche Trebnitz (Könnern)
- Dorfkirche Uchtenhagen
- Dorfkirche Uenglingen
- Dorfkirche Unterrißdorf
- Dorfkirche Uthmöden
- Dorfkirche Vehlitz
- Dorfkirche Vesta
- Dorfkirche Vissum
- Dorfkirche Vielbaum
- Dorfkirche Waldau
- Dorfkirche Wallstawe
- Dorfkirche Walsleben (Osterburg)
- Dorfkirche Wanzer
- Dorfkirche Wedderstedt
- Dorfkirche Wegenstedt
- Dorfkirche Welle
- Dorfkirche Weßmar
- Dorfkirche Wethau
- Dorfkirche Wiepke
- Dorfkirche Windberge
- Dorfkirche Winterfeld
- Dorfkirche Wollenrade
- Dorfkirche Wust (Wust-Fischbeck)
- Dorfkirche Zeddenick
- Dorfkirche Zerben
- Dorfkirche Zethlingen
- Dorfkirche Zichtau
- Dorfkirche  Zieko
- Dorfkirche Zierau
- Dorfkirche Zühlen